# Corona 88
Corona 88 – amerykański satelita rozpoznawczy do wykonywania zdjęć powierzchni Ziemi. Trzynasty statek serii KeyHole-4A tajnego programu CORONA.
Misja nieudana. Tuż po starcie doszło do złej pracy programu sterującego, który wyzwolił kamery naświetlając 417 klatek. Kamery przestały działać po 52. okrążeniach Ziemi. Około 65% zdjęć było nieostrych.

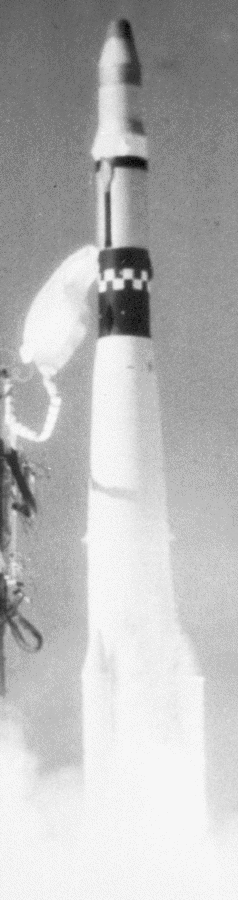
Start rakiety Thor Agena D z satelitą Corona 88